# Квинт Артикулей Петин
Вижте пояснителната страница за други личности с името Петин .
Квинт Артикулей Петин (на латински: Quintus Articuleius Paetinus) е сенатор на Римската империя през 2 век.
Произлиза от фамилията Артикулеи. През 123 г. Петин е консул заедно с Луций Венулей Апрониан.